# Yukiko Kashiwagi
Yukiko Kasiwagi (柏木由紀子, Kashiwagi Yukiko), född den 24 december 1947 i Setagaya, är en japansk skådespelare och sångare, gift med sångaren och skådespelaren Kyu Sakamoto under åren 1971 till 1985. Under 1970-talet la Yukiko sin skådespelarkarriär på hyllan och gav sig ut på välgörenhetsturnéer med Kyu, där de till exempel sjöng på barnhem, ålderdomshem och i japansk TV. Yukiko och Kyu fick två döttrar tillsammans, Hanako Oshima och Maiko Oshima.